# Bernardino Benali
Bernardino Benali, o Benaglio (Bergamo, 1458 – Venezia, post 1543), è stato un tipografo italiano.

## Biografia
Fu attivo a Venezia tra il 1483 e il 1543.
Svolse la sua attività spesso associandosi con altri editori o tipografi, e in particolare con Matteo Capcasa, Paganino Paganini e Giorgio Arrivabene.
Sono famosi i suoi libri illustrati, che furono tra i migliori stampati a Venezia. Tra questi il suo capolavoro è la Comedia di Dante col commento di Cristoforo Landino (1491).
Tra le sue marche tipografiche è celebre quella di San Girolamo assiso che tiene con la mano destra una chiesa e con la sinistra un libro, ma utilizzò anche la croce doppia o croce di Lorena sul cerchio, variamente personalizzandola.
Produsse anche stampe singole o in serie.